# 5355 Akihiro
Az 5355 Akihiro (ideiglenes jelöléssel 1991 CA) a Naprendszer kisbolygóövében található aszteroida. Ueda Szeidzsi és Kaneda Hirosi fedezte fel 1991. február 3-án.